# Монтапоне
Монтапоне (итал. Montappone) насеље је у Италији у округу Фермо, региону Марке.
Према процени из 2011. у насељу је живело 1516 становника. Насеље се налази на надморској висини од 324 м.

## Становништво
| 1936. | 1951. | 1961. | 1971. | 1981. | 1991. | 2001. | 2011. |
| ----- | ----- | ----- | ----- | ----- | ----- | ----- | ----- |
| 2.099 | 1.980 | 1.819 | 1.849 | 1.776 | 1.801 | 1.787 | 1.749 |